# Sergi Enrich
Sergi Enrich Ametller – noto solo come Sergi – (Ciutadella, 26 febbraio 1990) è un calciatore spagnolo, attaccante dell'Huesca.

## Biografia
Nell'ottobre del 2016 viene diffuso su internet un video hard dove il calciatore fa sesso di gruppo con il compagno di squadra Antonio Luna e una donna. I due si sono poi scusati per la vicenda. Il 19 gennaio 2021 viene condannato a due anni di reclusione con la condizionale e a 100.000 euro di multa per l'episodio.

## Carriera
Nella stagione 2009-2010 ha debuttato nella Liga giocando una partita col Maiorca. La stagione successiva le presenze in massima serie saranno 5.
Nel 2011-2012 gioca in seconda serie col Recreativo Huelva.